# Zeepkruidmeeldraadbrand
De zeepkruidmeeldraadbrand (Microbotryum saponariae) is een schimmel die behoort tot de familie Microbotryaceae. Deze biotrofe parasiet komt alleen voor op zeepkruid (Saponaria officinalis). Hij verandert helmknoppen in een vormeloze paarsbruine sporenmassa.

## Kenmerken
De sporen meten 6,5 tot 8 µm in diameter.

## Verspreiding
In Nederland komt zeepkruidmeeldraadbrand uiterst zeldzaam voor.

## Foto's

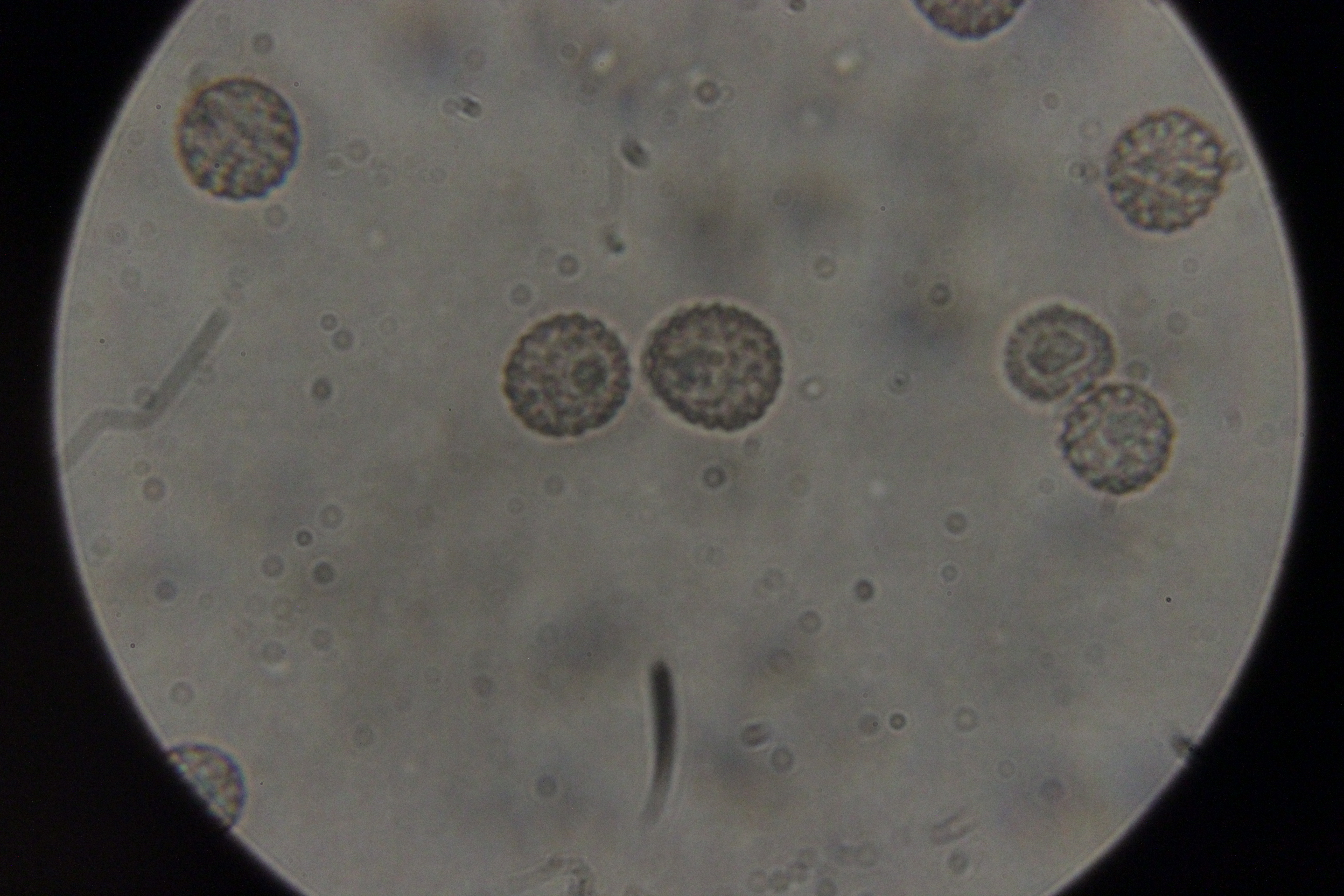
Sporen